# 90713 Chajnantor
90713 Chajnantor è un asteroide della fascia principale. Scoperto nel 1990, presenta un'orbita caratterizzata da un semiasse maggiore pari a 2,2769454 UA e da un'eccentricità di 0,2033184, inclinata di 6,49062° rispetto all'eclittica.
L'asteroide è dedicato all'omonimo altopiano nella parte occidentale del deserto di Atacama.